# Désirée Pethrus
Désirée Astrid Marianne Pethrus, tidigare Engström Pethrus, född 19 februari 1959 i Västerleds församling i Stockholm, är en svensk socionom, politiker (kristdemokrat). Hon har varit riksdagsledamot 2006–2021 och regionråd i Region Stockholm 2021–2024 .

## Biografi
Désirée Pethrus är dotter till företagaren Knut Pethrus och Marianne Pethrus, född Lindqvist. Hennes farfar Lewi Pethrus tog initiativ till bildandet av Kristen Demokratisk Samling (nuvarande  Kristdemokraterna). 
Hon växte upp i Bromma och gick ut från Bromma gymnasium 1977. Därefter tog hon socionomexamen vid Socialhögskolan i Östersund 1981.
Pethrus är skild och har två söner, födda 1987 och 1989.

### Anställningar
Pethrus har arbetat som kurator vid Karolinska sjukhuset och LP-stiftelsen samt som personalkonsulent vid Stockholms tingsrätt.

## Politiskt engagemang
Pethrus var medlem av Kristdemokratiska ungdomsförbundet och ledamot av förbundsstyrelsen mellan 1982 och 1987. 
1991–1994 var hon ledamot av Stockholms läns landstingsfullmäktige och gruppledare i Hälso- och sjukvårdsnämnden, 2002–2006 ledamot av Stockholms kommunfullmäktige och 1998–2006 ledamot av Bromma stadsdelsnämnd.
Pethrus var förbundsordförande i Kristdemokratiska kvinnoförbundet mellan åren 2002 och 2009.

### Riksdagsledamot
Pethrus blev ordinarie riksdagsledamot efter 2010, men var dessförinnan ersättare i flera omgångar mellan 1999 och 2003, samt statsrådsersättare för Göran Hägglund 2006–2010. 2018 blev hon åter ledamot, då Caroline Szyber avstod sin riksdagsplats i samband med att den nya riksdagen öppnade.[källa behövs] Pethrus var invald i riksdagen för Stockholms kommuns valkrets, med undantag för mandatperioden 2010–2014, då hon var invald för Stockholms läns valkrets. Bland hennes utskottsuppdrag i riksdagen märktes främst att hon var ledamot eller suppleant i EU-nämnden och arbetsmarknadsutskottet 2006–2021. Pethrus var även ledamot i utrikesutskottet 2010–2014 och hade uppdrag som suppleant i socialförsäkringsutskottet, skatteutskottet, försvarsutskottet och justitieutskottet.

### Region Stockholm
Pethrus utsågs 2021 till regionråd i Region Stockholm med ansvar för äldrevården. Regionvalet 2022 ledde till ett skifte av styre i regionen. Kristdemokraterna ingick inte i det nya styret och Pethrus blev oppositionsråd. Under 2024 lämnade hon det uppdraget och ersattes av Carl-Johan Schiller.